# Depozytariusz
Depozytariusz – w prawie międzynarodowym państwo, grupa państw, organizacja międzynarodowa lub organ organizacji międzynarodowej  przechowujący oryginał umowy międzynarodowej (wielostronnej) oraz dokumenty z nią związane (dokumenty ratyfikacyjne, zastrzeżenia, sprzeciwy do zastrzeżeń, oświadczenia, itd). Depozytariusz informuje strony umowy o wszelkich zmianach dotyczących tej umowy, np. o przystąpieniu do niej kolejnych stron, wypowiedzenia umowy przez obecną stronę (strony) itd.
Sprawy te reguluje Konwencja wiedeńska o prawie traktatów i konkretna umowa. Według art. 76 Konwencji 1. Wyznaczenia depozytariusza traktatu mogą dokonać państwa negocjujące w samym traktacie bądź w jakikolwiek inny sposób. Depozytariuszem może być jedno lub więcej państw, organizacja międzynarodowa lub główny funkcjonariusz administracyjny organizacji. 2. Funkcje depozytariusza traktatu mają charakter międzynarodowy i obowiązkiem depozytariusza jest działać bezstronnie przy ich wykonywaniu. W szczególności fakt, że traktat nie wszedł w życie między pewnymi stronami lub że rozbieżności pojawiły się między państwem i depozytariuszem co do wykonywania funkcji przez tego ostatniego, nie wpływa na ten obowiązek.
W prawie cywilnym depozytariuszem jest przechowawca depozytu.